# Mineo (Italia)
Mineo es una localidad italiana de la provincia de Catania, región de Sicilia, con 5.348 habitantes.

Ubicación de la ciudad de Mineo dentro de la provincia de Catania.

## Evolución demográfica
| Gráfica de evolución demográfica de Mineo entre 1861 y 2001 |
|                                                             |
| Fuente ISTAT - elaboración gráfica de Wikipedia             |